# Josef Kohout
Josef Kohout (Viena, 1917 – ibídem, marzo de 1994) fue un ciudadano austriaco, prisionero de los campos de concentración nazis debido a su homosexualidad, perseguida como crimen en el párrafo 175 del código penal alemán.
En 1972, Heinz Heger, seudónimo de Hans Neumann y a menudo atribuido a Kohout, usando el testimonio de Josef publicó Die Männer mit dem rosa Winkel —traducido a muchos idiomas y publicado en español bajo el título Los hombres del triángulo rosa: Memorias de un homosexual en los campos de concentración nazis—, uno de los pocos testimonios biográficos, junto con del prisionero homosexual alsaciano Pierre Seel, donde relata las condiciones de vida y el tratamiento de los homosexuales en los campos de concentración nazis.

## Juventud
Josef Kohout nació en Viena en una familia católica, su padre, Josef, era un funcionario público. Su madre, Amalia, era muy cariñosa y atenta hacia su hijo. Cuando Kohout le decidió confesar su orientación sexual, mientras que la mantenía oculta al padre, la madre dijo, considerando la excepcionalmente rígida moral de Austria en la época:

Mi querido hijo [...] Si piensas que vas a encontrar la felicidad con otro hombre, esto no te hace de ninguna manera mediocre [...] No hay ningún motivo para la desesperación [...] Recuerda, pase lo que pase, tú eres mi hijo y siempre podrás venir a mí con tus problemas

En el período de la anexión de Austria por Alemania en 1938, por la que Austria se convirtió en parte del III Reich alemán, Kohout, que no estaba interesado en la política, era un estudiante universitario en Viena. En marzo de 1939, Kohout fue llamado por la Gestapo a presentarse en sus oficinas, después de que hubiese enviado imprudentemente a su amante Fred, el hijo de un jerarca nazi, una felicitación de Navidad que decía: «A mi amigo Fred, en amor eterno y profundo afecto.» Kohout fue detenido en marzo de 1939, a los 22 años, y condenado a seis meses de cárcel como «degenerado», de conformidad con el artículo 175. El padre, a raíz del escándalo, perdió su trabajo y en la desesperación se suicidó en 1942, dejando una carta a la familia: «¡Esto es demasiado! ¡Os pido que me perdonéis! ¡Que Dios proteja a nuestro hijo!» Su amante Fred, probablemente debido a la influencia de su padre, fue absuelto por «trastorno mental».

## Campos de concentración
Después de servir su pena en la cárcel, a instancias de la Oficina Central de Seguridad del Reich, Kohout no fue liberado, sino que fue deportado al campo de concentración de Sachsenhausen, donde fue obligado a llevar sobre la chaqueta el triángulo rosa, el distintivo de los prisioneros homosexuales. En Sachsenhausen, Kohout y otros 180 deportados homosexuales no podían tener contacto con los demás presos, por temor a que pudieran «seducirlos». Los trabajos más difíciles e inútiles fueron asignados a los homosexuales para «reeducación por el trabajo»: en invierno se vieron obligados a barrer la acumulación de nieve con sus manos, para, a continuación, recibir órdenes de trasladarla (siempre con las manos) a otra parte. Kohout logró librarse en parte de estos trabajos, consiguiendo así sobrevivir las palizas y torturas a otros prisioneros, al convertirse en el amante de un kapo encarcelado como criminal común, en lo que denominó «una relación de conveniencia para ambas partes».
En mayo de 1940 Kohout fue trasladado al campo de concentración de Flossenbürg, en Baviera, e internado en el bloque número 6. En Flossenbürg fue nuevamente sometido a un durísimo régimen carcelario, a disposición del personal de guardia de las SS y de los otros reclusos, pero siempre logró sobrevivir gracias a los numerosas «amistades» con kapos y quizás incluso a un SS homosexual, que lo «protegió» de una muerte casi segura. En los campos, la homosexualidad, a pesar de ser duramente perseguida, era practicada en la clandestinidad, especialmente por los delincuentes comunes que ocupaban posiciones de liderazgo dentro de la jerarquía de los reclusos.
En el verano de 1943, el comandante de la SS Heinrich Himmler decidió que los homosexuales «arios» debían ser «reeducados» en un comportamiento sexual «ortodoxo». Para ello ordenó que los presos homosexuales fueran obligados a asistir regularmente al burdel de campo, provisto de internas «arias» obligadas a prostituirse. Kohout describe estas humillantes experiencias como «no sólo vergonzosas, sino también desgarradoras».

## La liberación y la posguerra
El 24 de abril de 1945, ante la llegada de las fuerzas anglo-americanas, el campo fue evacuado y Kohout obligado a realizar la marcha de la muerte hacia el campo de concentración de Dachau. Unos días más tarde fue puesto en libertad antes de llegar a Dachau, cerca de Chaim.
Kohout regresó a Viena después de la Guerra, donde trató de obtener la indemnización prevista para los ex-reclusos. La oficina a cargo no reconoció sus peticiones, ya que las indemnizaciones estaban reservadas a los ex-presos por razones políticas. Finalmente Kohout recibió como «compensación», después de seis años de cautiverio en campos de concentración alemanes, un bono para la compra de una estufa de gas. Kohout escribió más tarde que se consideró afortunado: el párrafo 175 no fue abolido después de la Guerra y las fuerzas de ocupación anglo-estadounidense no reconocían el tiempo pasado en un campo como equivalente a la prisión, sino sólo como prisión preventiva, por lo que muchos homosexuales fueron reencarcelados para terminar de cumplir sus condenas.
Josef Kohout murió en su ciudad natal en marzo de 1994. Entre sus efectos personales se encontró el triángulo rosa que había llevado en la chaqueta de su uniforme de prisionero, con el número de prisionero 1896. Fue el primer ejemplo de triángulo rosa perteneciente a un homosexual conocido; actualmente es propiedad del United States Holocaust Memorial Museum.